# Waldo Salt
Pour les articles homonymes, voir SALT.
Waldo Salt est un scénariste et acteur américain, né le 18 octobre 1914 à Chicago et mort le 7 mars 1987 à Los Angeles.

## Biographie
Dans les années 1950, il fut une des victimes du maccarthysme et inscrit sur la liste noire du cinéma.
Il est le père de l'actrice et scénariste Jennifer Salt.

## Filmographie

### Comme scénariste
- 1937 : L'Inconnue du palace (The Bride Wore Red) de Dorothy Arzner
- 1938 : L'Ange impur (The Shopworn Angel) de H. C. Potter
- 1939 : Les Aventures d'Huckleberry Finn (The Adventures of Huckleberry Finn) de Richard Thorpe (dialogues)
- 1940 : Indiscrétions (The Philadelphia Story) de George Cukor
- 1941 : The Wild Man of Borneo de Robert B. Sinclair
- 1943 : Tonight We Raid Calais (en) de John Brahm
- 1944 : Monsieur Winkle s'en va-t-en guerre (Mr. Winkle Goes to War) d'Alfred E. Green
- 1948 : Rachel and the Stranger  de Norman Foster
- 1950 : La Flèche et le Flambeau (The Flame and the Arrow) de Jacques Tourneur
- 1962 : Tarass Bulba de J. Lee Thompson
- 1964 : Les Trois Soldats de l'aventure (Flight from Ashiya) de Michael Anderson
- 1964 : La mariée a du chien  (Wild and Wonderful) de  Michael Anderson
- 1969 : Macadam Cowboy (Midnight Cowboy) de John Schlesinger
- 1971 : The Gang That Couldn't Shoot Straight de James Goldstone
- 1973 : Serpico de Sidney Lumet
- 1975 : Le Jour du fléau (The Day of the Locust) de John Schlesinger
- 1978 : Retour (Coming Home) d'Hal Ashby

### Comme acteur
- 1969 : Macadam Cowboy (Midnight Cowboy) : Joe Pyne on TV Show
- 1985 : Série noire pour une nuit blanche (Into the Night) de John Landis : Male Derelict

## Distinctions

### Récompenses
- Il a remporté à deux reprises l'Oscar du meilleur scénario, pour Serpico en 1974 et Retour (Coming Home) en 1978.